# Saint George (Barbados)
Saint George (St. George) ist ein Parish (Verwaltungsdistrikt) im Inland im Süden von Barbados. Es ist eines von zwei Parishes ohne Küstenzugang. Das andere ist Saint Thomas im Norden. Eine weithin sichtbare Landmarke im Parish ist Gun Hill Signal Station, eine der letzten Signal Stations (Militärposten) von 1818.

## Geographie
Saint George grenzt an sechs der elf anderen Parishes.:
- Christ Church – Süden
- Saint John – Nordosten
- Saint Joseph – Norden
- Saint Michael – Westen
- Saint Philip – Osten
- Saint Thomas – Nordwesten

Gun Hill ist einer der höchsten Punkte mit ca. 210 m. Der Militärposten liegt auf einer der zwei Anhöhen, die sich in west-östlicher Richtung durch das Parish ziehen. Dementsprechend verlaufen auch die größeren Straßen, H5, H4 und H3, sowie Highway 3B und Highway 4B in west-östlicher Richtung durch das Parish.
Die folgenden Orte und Siedlungen liegen im Gebiet des Parish:
| - Airy Hill - Applewhaites - Applewhaites Tenantry - Ashbury - Astoria - Bairds - Bairds Village - Belair - Boarded Hall - Bournes Village - Brighton - Bulkeley - Bulkeley Close - Buttals - Buttals Plantation - Byde Mill - Campaign Castle - Carmichael - Carmichael Heights - Carmichael Road - Charles Rowe Bridge - Church View - Constant - Constant Heights - Constant Main Road - Constant New Road - Constant Plantation - Constant Road - Constant Terrace - Cottage - Dash Valley - Drax Hall - Drax Hall Crescent - Drax Hall Gardens - Drax Hall Greens - Drax Hall Heights - Drax Hall Hope - Drax Hall Jump - Drax Hall Terrace - Drax Hall Woods - Eastlyn - Eastlyn Hill - Ellerton - Ellerton Crescent - Ellerton Gardens - Ellerton Heights - Ellerton Terrace - Ellesmere - Fair View - Flat Rock - Foster Hall - Francia - Francia Plantation - Free Hill - Frenches - Golden Ridge | - Good Intent - Groves - Groves Corner - Gun Hill - Hanson - Hanson Heights - Hanson Hill - Hilbury - Jordans - Locust Hall - Locust Hall Heights - Lower Brighton - Lower Burney - Market Hill - Mayfield - Melverton - Moonshine Hall - Mount - Mount Hill - Newbury - Old Post Office Road - Paradise Village - Parish Land - Prerogative - Prospect - Retreat Wood - Roach Village - Rock Hall - Rowans - Rowans Hill - Saint Helens - Saint Judes - Saint Judes Village - Salisbury - Salters - South District - Stepney Village - Superlative - Sweet Vale - Taitt Hill - The Glebe - The Valley - Thorpes Cottage - Todds - Todds Village - Turnpike - Uplands Factory - Upper Brighton - Walkers - Walkers Heights - Walkers Terrace - Watts Village - Waverley Cot - Workmans - Workmans Terrace |